# Hjalmar Borgstrøm
Hjalmar Borgstrøm, född 23 mars 1864, död 5 juli 1925, var en norsk tonsättare och musikkritiker.
Efter studier för Johan Svendsen, Ludvig Mathias Lindeman och Ole Olsen, och tog även intryck från Wagner och den nytyska skolan under studier Leipzig och Berlin. Han verkade som musikkritiker i Verdens gang samt från 1913 i Aftenposten. Sina första lagrar skar han med kantaten till Bjørnstjerne Bjørnsons Hvem er du med de tusene navn?.